# Flaga Kornwalii
Flaga Kornwalii (ang. St Piran's Flag, korn. Baner Peran) – jeden z symboli Kornwalii. Sztandar św. Pirana jest czarnym prostokątem z białym krzyżem prostopadłym do podstaw i boków. Legenda mówi, że twórca flagi, św. Piran (VI w., patron kornwalijskich górników cyny), utworzył ten znak widząc rozpuszczającą się w ogniu rudę cyny. Jej pochodzenie jest jednak nieustalone.

## Pochodzenie i historia
Przyjmuje się, że flaga pochodzi sprzed 1188 r., kiedy to była używana podczas wojen krzyżowych. Encyklopedia Britannica podaje, że flagi używał kontyngent kornwalijski w bitwie pod Agincourt (1415). Jednak średniowieczny poemat z 1590 r. podaje, że w bitwie tej używano flagi przedstawiającej dwóch walczących Kornwalijczyków w zwarciu. Jeden z pierwszych wizerunków flagi widnieje w witrażu katedry w Westminster. Napis wykonano w celu uczczenia pamięci kornwalijskiego wynalazcy Richarda Trevitchka. Flaga do pewnego stopnia może budzić skojarzenia z flagą św. Dawida, w której krzyż jest koloru żółtego.

## Użycie

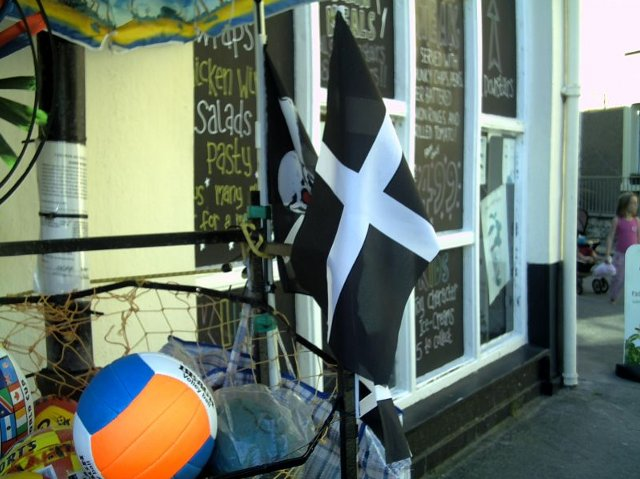
Pamiątka z Kornwalii

Flagę coraz częściej widzi się na terenie Kornwalii, choć bywa również postrzegana jako symbol nacjonalistyczny. Częściej traktuje się ją jednak jako symbol dumy Kornwalijczyków i stosowana jest raczej w celach dystynktywnych niż czysto politycznych. Flagi używa się podczas obchodów świąt kornwalijskich, jak np. St. Piran's Day czy Helston Flora Day. Często pojawia się na samochodach w miejsce znaku GB - pod flagą widnieje wtedy podpis Kernow (korn. Kornwalia). Koloru czarnego zaczerpniętego z flagi używa znany kornwalijski zespół rugby All Saints czy popularna firma spożywcza Ginsters. Sprzedawana często jako pamiątka z Kornwalii.